# 佐藤さやか (アナウンサー)
佐藤 さやか（さとう さやか、1981年7月23日 - ）は、関東地方を拠点に活動する日本のフリーアナウンサー。ボイスワークス所属。
本名は中村 さやか（なかむら さやか）、旧姓は佐藤。

## 来歴
東京都立川市出身 で、2000年に共立女子第二高等学校、2004年に共立女子大学国際文化学部、それぞれを卒業した。
2004年4月から2007年3月まで福島放送 (KFB) でアナウンサーを務めた。同期に元同局アナウンサーの莇陽子がいる。2005年 と2006年 にANNアナウンサー賞「原稿のないもの」部門奨励賞を受賞した。
2007年4月から関東地方でフリーアナウンサーとして活動を始める。2007年10月に『安住紳一郎の日曜天国』（TBSラジオ）のアシスタント中澤有美子の産休入りに伴う代役オーディションに合格する。2007年末まで中澤を代替し、中澤の産休復帰後は夏休み時にアシスタントを務める。2010年2月1日から4月30日まで静岡朝日テレビ (SATV) で臨時契約アナウンサーを務めた。
2011年に結婚して3月12日の披露宴に先駆け11日午前に婚姻届を提出したが、同日午後に東日本大震災が発生した。披露宴は延期して11月13日に改めて催したとブログで報告した。
2013年4月3日に長男を出産した。

## 担当番組

### テレビ番組
- 熱烈応援マリーゼくらぶ（福島放送）
- ふくしまスーパーJチャンネル（福島放送） - 天気予報担当、中継担当
- 週刊ことばマガジン（東日本放送） - 福島方言の回担当。同期の莇陽子と交互に出演
- TVイーハトーブ 土曜のてっぺん（東北地方のANN加盟6局ブロックネット番組） - 福島放送担当アナウンサー（2006年4月15日 - ）
- ウィークエンドケア（福島放送）
- KFBニュース（福島放送）
- 高校野球ダイジェスト（テレビ埼玉） - キャスター、リポーター（2007年7月）
- ウィークリー千葉県（チバテレビ）
- Forza!! Mareeze（TOKYO MX）
- コミch（コミチャン）ニュース（J:COM 関東）
- まちかわHometown（J:COM 関東）
- とびっきり!しずおか（静岡朝日テレビ） - 特集コーナーリポーター（2010年2月15日 - 4月9日・2011年2月25日）[7]
- 彩の国ニュースほっと（テレビ埼玉） - リポーター（2011年4月 - ）
- ボクシング中継（スカイ・A sports+）
- 日本バスケットボールリーグ (JBL) 中継（スカイ・A sports+）
- Jリーグ中継（スカパー!） - ジェフユナイテッド市原・千葉担当（2012年）、大宮アルディージャ担当（2014年・2015年）
- なでしこリーグ中継（スカパー!） - おもにジェフユナイテッド市原・千葉レディース戦
- 日本車椅子バスケットボール選手権大会中継（スカパー!）

### ラジオ番組
- Come on REDS! (REDS WAVE) - パーソナリティ（2007年10月7日・11月24日・12月16日）[7]
- 安住紳一郎の日曜天国（TBSラジオ） - 中澤有美子不在時に代理
  - 産休：2007年10月28日 - 12月30日
  - 夏休み：2009年9月6日・2010年11月7日・2011年11月27日・2012年11月4日・2013年11月3日・2014年11月9日・2015年11月1日・2016年10月30日・2017年11月5日・2018年8月19日・2019年8月18日・2020年8月23日・2021年11月14日・2022年10月2日・2023年8月13日・2024年8月11日